# Голливуд, н. э.
«Голливуд, н. э.» (англ. «Hollywood A.D.») — 19-й эпизод 7-го сезона сериала «Секретные материалы». Премьера состоялась 30 апреля 2000 года на телеканале FOX. Эпизод принадлежит к типу «монстр недели» и никак не связан с основной «мифологией сериала», заданной в первой серии.
Режиссёр и автор сценария — Дэвид Духовны, приглашённые звёзды — Гарри Шендлинг, Теа Леони, Уэйн Федерман, Харрис Юлин, Тони Амендола (в титрах не указан), Пол Либер и Билл Доу.
В США серия получила рейтинг домохозяйств Нильсена, равный 7,7, который означает, что в день выхода серию посмотрели 12,88 миллиона человек.
Главные герои серии — Фокс Малдер (Дэвид Духовны) и Дана Скалли (Джиллиан Андерсон), агенты ФБР, расследующие сложно поддающиеся научному объяснению преступления, называемые Секретными материалами.

## Сюжет
Уэйн Федерман, голливудский продюсер и приятель Уолтера Скиннера по колледжу, решает снять фильм на основе работы Малдера и Скалли, однако те находят изображение их в фильме несколько далеким от реального. Тем временем, пока снимается фильм, Малдер и Скалли исследуют таинственную «Чашу Лазаря», артефакт, на котором, возможно, выгравированы слова, сказанные Иисусом, когда тот поднимал Лазаря из мертвых.